# Burgus Szentendre-Dera
Der Burgus Szentendre-Dera ist ein vollständig ergrabenes ehemaliges römisches Militärlager, das als spätantiker Ländeburgus die Überwachung eines Donauübergangs auf die ungarischen Donauinsel Szentendrei (St. Andrä) am pannonischen Limes sicherte. Der Strom bildete in weiten Abschnitten die römische Reichsgrenze. Die Anlage wurde am Westufer des Flusses, auf dem Gebiet der römischen Provinz Valeria errichtet und befand sich südlich der Altstadt und des Kastells von Szentendre im Komitat Pest.

## Lage und Forschungsgeschichte

Der Limes Pannonicus am Pilisgebirge

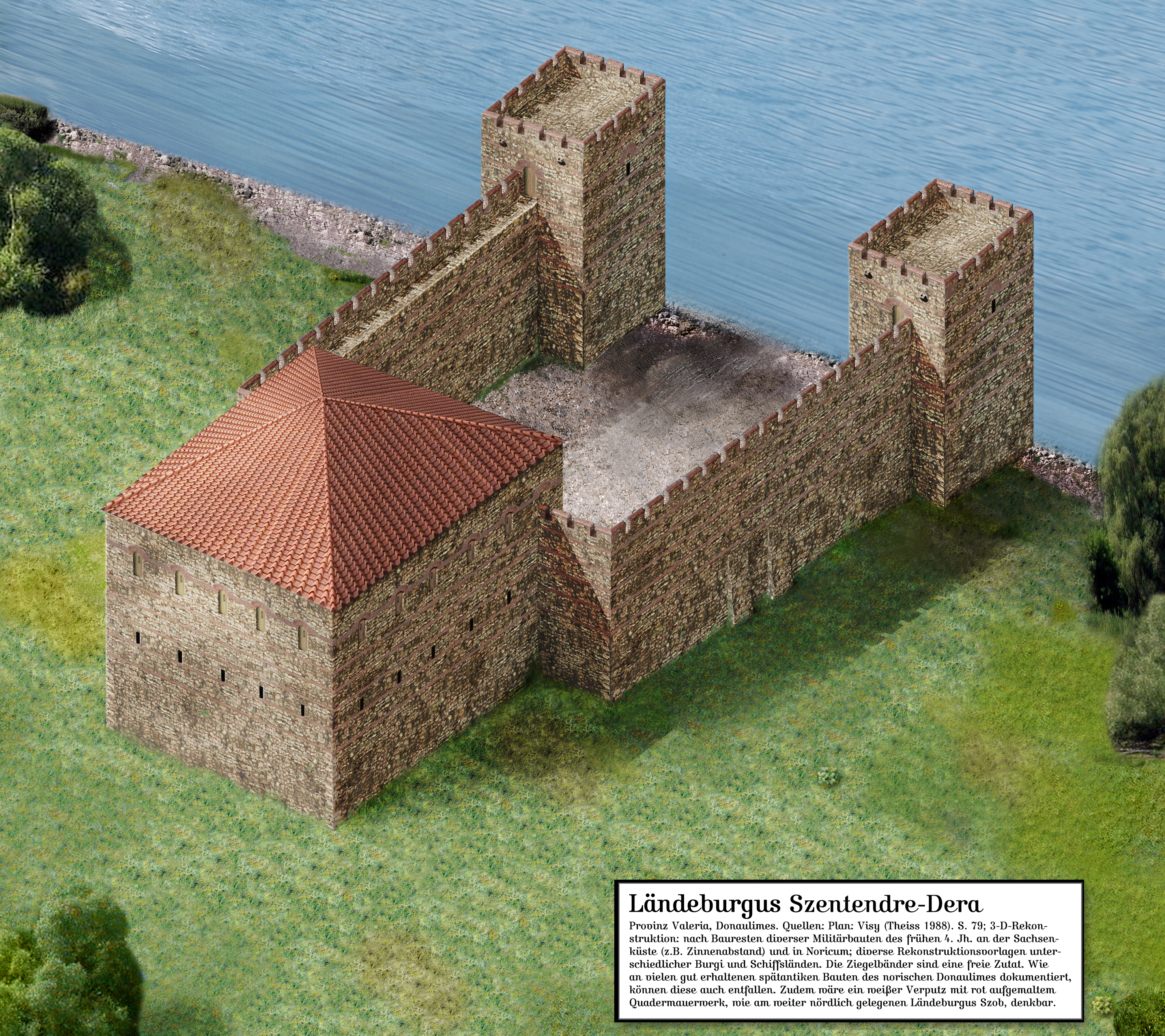
Der schiffländenartige Brückenkopf in einem Rekonstruktionsversuch

Am späteren Standort des Burgus fanden sich vorgeschichtliche Siedlungsspuren. Im 2. Jahrhundert n. Chr. bildete wahrscheinlich der Dera-Bach die Grenze zwischen Nieder- und Oberpannonien. Die brückenkopfartige Schiffslände entstand unmittelbar am Westufer eines Donaunebenarms, der durch die St. Andrä Insel, die den Strom auf einer weiten Strecke von Norden nach Süden teilt, abgetrennt ist. Analog zu anderen Fundorten könnte es am gegenüberliegenden Ufer, auf der Insel, ebenfalls einen derartigen Ländeburgus gegeben haben, um so auch den dazwischenliegenden Übergang optimal abzusichern. Die Anlage (am südlichen Mündungsbereich des Dera-Bachs gelegen) befand sich am südöstlichen Rand des Pilisgebirges, das die Donau in einem großen Bogen, dem Donauknie, von Westen kommend und nach Süden abknickend, umfließt. Die römische Wachmannschaft hatte von ihrem Posten aus einen freien Blick ins östliche Barbaricum. Nordwestlich, am Ostufer der St. Andrä, stand der ebenfalls gut einsehbare Ländeburgus von Horány, der hier einen Übergang über die Donau kontrollierte. Eine über die Insel führende Straße verband ihn mit der Militärstation am Dera-Bach. Nördlich von Szentendre-Dera bestand Sichtkontakt zum Kohortenkastell Szentendre; im Süden, ebenfalls am Westufer, zum Burgus Budakalász-Luppa csárda.
Der Ländeburgus wurde 1934 von dem Archäologen Lajos Nagy (1897–1946) ergraben. Heute ist von dem Bodendenkmal an der einstigen Fundstelle im bewaldeten Uferbereich nichts mehr zu sehen.

## Baugeschichte

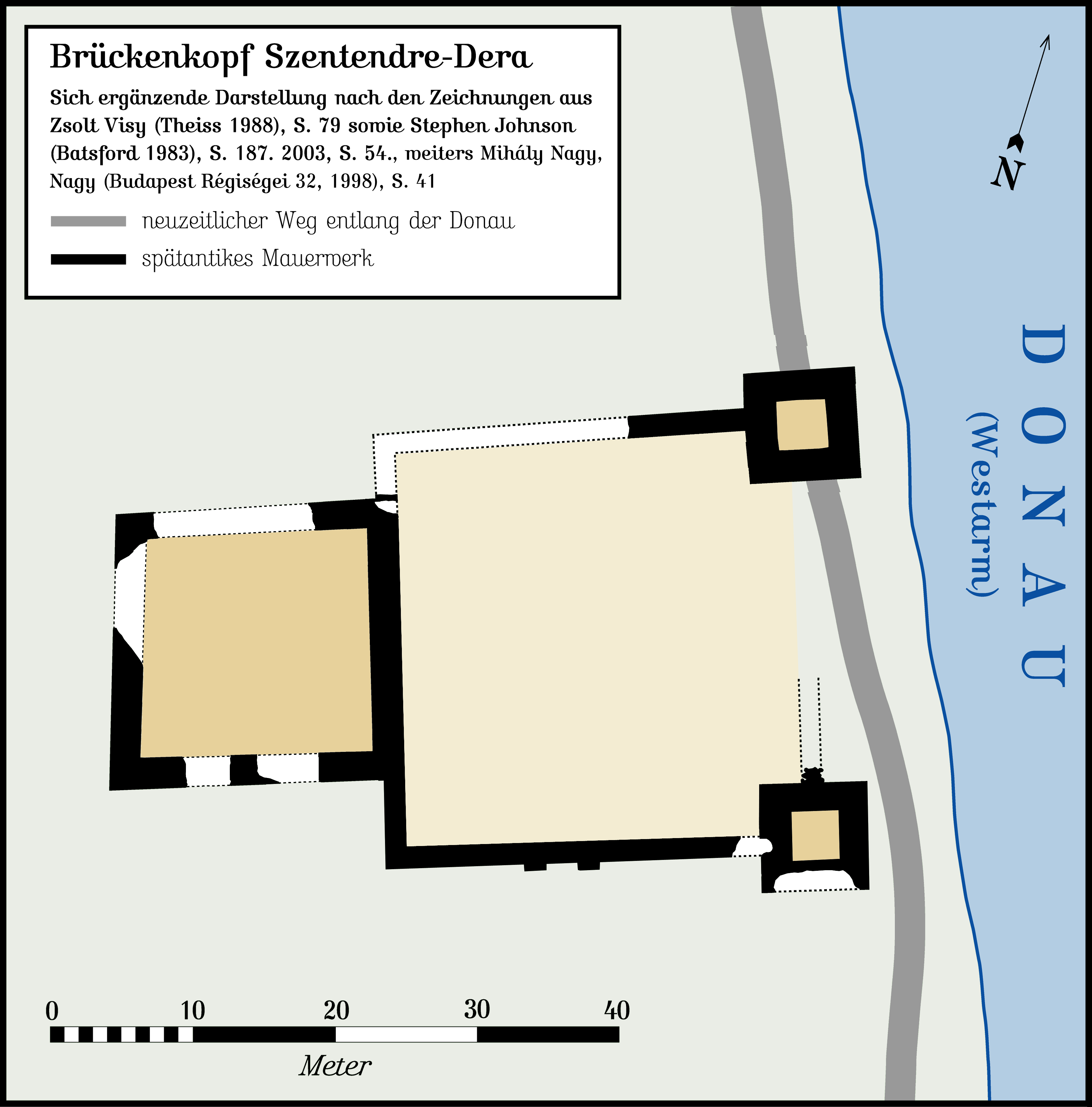
Grundriss der aufgedeckten Mauerreste

Der Burgus von Szentendre-Dera weicht in seiner Konstruktion etwas von den sonst am ungarischen Limes üblichen Bauschemata ab. Als Vergleich kann der nördlich gelegene Burgus Verőcemaros-Dunamező oder auch das im Süden der Provinz Valeria ausgegrabene spätrömische Contra Florentiam herangezogen werden. Der ungarische Archäologe Soproni ordnete den Ländeburgus von Szentendre-Dera dem Typ Veröce zu (vgl. hierzu auch den nordwestlich gelegenen Ländeburgus bei Szob). Der Grund hierfür liegt in der früheren Zeitstellung der Erbauung von Szentendre-Dera. Möglicherweise entstand die Fortifikation im Zuge des unter Konstantin dem Großen (306–337) oder Konstantin II. (337–340) errichteten Limes Sarmatiae, eines ausgedehnten Wallsystems, das als Pufferzone vom Donauknie über die Theiß hinweg nach Süden abknickte und sich bei der Provinzgrenzstadt Viminatium wieder an den Limes anschloss. Dieses so militärisch abgesicherte Gebiet im Barbaricum war von dem mit Rom verbündeten sarmatischen Stamm der Jazygen besiedelt. Nach der Niederlage bei Hadrianopolis im Jahr 378 brach diese der Ostgrenze Valerias vorgelagerte Verteidigungslinie jedoch zusammen.
Ein 20 × 20 Meter umfassender, quadratischer Wohn- und Wachturm bildete den westlichen Abschluss der Anlage. An seinen beiden Ostecken knickte je eine Mauer nach Norden und Süden im rechten Winkel ab, zog sich knapp 5 Meter hin, um sich anschließend parallel nach Osten beim Donauufer nochmals L-förmig abzuwinkeln. An den Enden der beiden Mauerzüge war zusätzlich je ein quadratischer, 7,5 × 7,5 Meter großer Wachturm angebaut, dessen Ostseite unmittelbar am Wasser stand (Ländeburgus).
Der Ländeburgus von Szentendre-Dera war nachweislich auch noch unter der Herrschaft Kaiser Valentinian I. (364–375) in Verwendung. In dieser Zeit müssen Umbauten oder Reparaturen vorgenommen worden sein, wie ein einzelner Ziegelstempel des Ap Luppiani ord belegt. Der auf diesem Stempel genannte Zenturio Luppianus diente zeitgleich mit dem als militärischen Oberbefehlshaber der Provinz eingesetzten Frigeridus in der pannonischen Grenzarmee. Frigeridus amtierte zwischen 371 und 373 n. Chr. als Dux Valeriae ripensis (Heerführer der Provinz Valeria). Aus den Grabungsunterlagen geht hervor, dass die beiden kleineren, direkt am Ufersaum der Donau errichteten Türme zu einem späteren Zeitpunkt, vielleicht um 380 n. Chr., abgebrochen worden sind. Ein ähnlicher Befund wurde auch beim Burgus von Verőcemaros-Dunamező festgestellt.

## Denkmalschutz
Die Denkmäler Ungarns sind nach dem Gesetz Nr. LXIV aus dem Jahr 2001 durch den Eintrag in das Denkmalregister unter Schutz gestellt. Der Burgus Szentendre-Dera sowie alle anderen Limesanlagen gehören als archäologische Fundstätten nach § 3.1 zum national wertvollen Kulturgut. Alle Funde sind nach § 2.1 Staatseigentum, egal an welcher Stelle der Fundort liegt. Verstöße gegen die Ausfuhrregelungen gelten als Straftat bzw. Verbrechen und werden mit Freiheitsentzug von bis zu drei Jahren bestraft.